# Forcepia groenlandica
Forcepia groenlandica är en svampdjursart som beskrevs av Robert Fredric Fredrik Fristedt 1887. Forcepia groenlandica ingår i släktet Forcepia och familjen Coelosphaeridae.
Artens utbredningsområde är Grönland. Inga underarter finns listade i Catalogue of Life.